# Félix Carrasco
Félix Carrasco-Córdova (* 29. Juli 1955) ist ein mexikanischer Dirigent. 
Carrasco studierte zunächst Klavier, Oboe und Dirigieren am Conservatorio Nacional de Música in Mexiko. Er setzte dann seine Ausbildung bis 1982 an der Universität für Musik und darstellende Kunst Wien bei Karl Österreicher (Orchesterleitung), Thomas Christian David (Komposition), Harald Goertz (Opernaufführung) und Günther Theuring (Chorleitung) fort.
Nach einem erfolgreichen Debüt im Wiener Musikverein leitete er zunächst verschiedene Kammerorchester, darunter das Erste Frauenkammerorchester von Österreich (1982–83) und das Pro-Arte-Orchester in Wien (1983–85), Von 1986 bis 1990 war er Zweiter Dirigent des Philharmonieorchesters von Mexiko-Stadt. Von 1991 bis 2009 war er künstlerischer Leiter und Chefdirigent des Sinfonieorchesters der Universidad Autónoma de Nuevo León in Monterrey, mit dem er jährlich mehr als vierzig Konzerte gab. Zudem gründete er 1997 das Monterrey Chamber Orchestra. Unter seiner Leitung traten Künstler wie Lucia Aliberti, Ramón Vargas, Mario Hossen, İdil Biret, Antal Zalai, Jörg Demus, Carlos Prieto, Eva María Zuk, Otto Sauter, Joan Kwuon, Michael Werba, Carlos Bonell und Wadim Brodsky auf. Seit 2002 spielte er mehrere Alben mit dem Sinfonieorchester der UANL von Monterrey ein.
2000 gründete Carrasco die Conciertos in Mangas de Camisia, bei denen er populäre Werke der Klassik und sinfonische Versionen von Popmusik aufführt. Er wirkte als Gastdirigent zahlreicher Orchester in Europa, Asien und Amerika und war mehrere Jahre ständiger Gastdirigent des Zürcher Sinfonieorchesters, des Orchesters der Baltischen Philharmonie in Danzig, des Orquestra do Norte, des Cairo Symphony Orchestra und des Orquesta Sinfónica del Estado de México.
Als Professor unterrichtete er Dirigieren an mehreren mexikanischen Universitäten: Universidad Autónoma de Nuevo León, Autonomous University of Coahuila und die Nationale Autonome Universität von Mexiko.
1995 verlieh Carrasco die Universidad Autónoma de Nuevo León ihre höchste Auszeichnung für Wissenschaft und Kunst; 1997 erhielt er vom Bundesstaat Nuevo León die Goldmedaille für besondere Verdienste. 